# 23271 Kellychacon
23271 Kellychacon è un asteroide della fascia principale. Scoperto nel 2000, presenta un'orbita caratterizzata da un semiasse maggiore pari a 2,3131483 UA e da un'eccentricità di 0,1206367, inclinata di 6,56649° rispetto all'eclittica.